# オーバル

(a) このオーバルは対称軸を一つしか持たない、鶏卵に似た形である

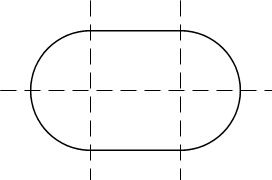
(b) 角丸長方形。二つの等しい長さの平行線と二つの半円形からなる。陸上競技場に多い形である

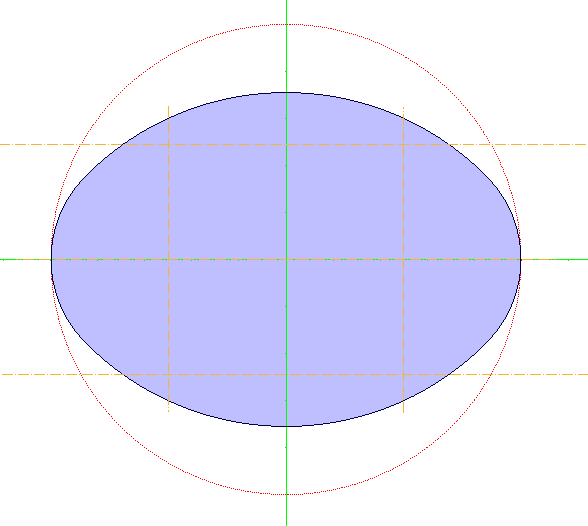
二つの対称軸のあるオーバル

オーバル、オーヴァル（英語: oval、あるいは ovoid、いずれも卵を意味するラテン語: ovum から）は、幾何学で卵形や長円や、あるいは楕円に似た曲線のことを指す。また卵形・長円形・楕円形のことも指す。他の曲線と異なり、「オーバル」には明確な定義がなく、様々な曲線がオーバルと呼ばれる。学術論文などでは、オボイド型と呼ばれることもある。
長円形の競技場も「オーバル」と呼ばれる。クリケット競技場は楕円形をなしており「オーバル」と呼ばれる。オーストラリアの都市では、クリケットおよびオージーフットボールに使われるスタジアムに「オーヴァル」の名がつけられている。モータースポーツでは長円形のコースを持つサーキットのことを指し（詳細はオーバルトラックを参照）、日本ではツインリンクもてぎが該当する。また競輪では京王閣競輪場（東京オーヴァル京王閣）など、一部の競輪場の愛称に使われる。

## オーバルという図形
オーバルに共通する点は
- 微分可能な（スムーズな・滑らかな）曲線である
- 交差しておらず、凸状で、閉じた、平面上の曲線である
- 形が円や長円からあまり違わない
- 最低一箇所、線対称な部分がある

という点である。
オーバルの二つの例が右に示されている。上の (a) では、半円が長円と繋がっているが、 (b) では、二つの半円形は線分で繋がっている。その他、オーバルはさまざまな曲線や線分による構成がありうる。
(b)のオーバルは「Rounded Rectangle (角丸長方形) 」の特殊例であり、最も狭い解釈ではオーバルではないが、陸上競技場など競技場にはこの形が多く、トラックや競技場をオーバルと呼ぶことがある。
その他のオーバルの例としては以下のようなものもある。
- カッシーニの卵形線 (Cassini ovals)
- 楕円曲線 (elliptic curves)
- スーパー楕円 (superellipse)

デンマークの詩人・科学者ピート・ハイン（1905–1996）は自分の発明であると主張していたが、実際に直交座標系においてこの図形の座標を示したのはフランスの数学者ガブリエル・ラメ（Gabriel Lamé、1795–1870）である。ただしテーブル天板や都市設計のデザインなどにスーパー楕円を利用して一般に知らしめたのはハインの功績である。スーパー楕円を立体化した「スーパーエッグ」は「Anti-stress Egg」という名称でステンレス製の癒しグッズ・知的好奇心刺激グッズとして発売されている（起き上がり子法師のように転がして再び正立させられるかどうかを競う。氷の代わりに冷やして飲み物に入れる使い方も提案されている）。

## 卵型
鳥などの卵の形は、扁長でだいたい球形の（場合によっては扁平な扁球状の）回転楕円体の半分が、赤道面上で互いに接合しており、回転対称の主軸を共有している。しかし、「卵型の（egg-shaped）」という言葉は、赤道面での対称を欠く形を指すことも多く、扁長で純粋な楕円体を指すこともある。また実際の立体の卵と違い、主軸を中心に回転させれば三次元平面が描けるような二次元の図形を指すこともある。

## 射影幾何学

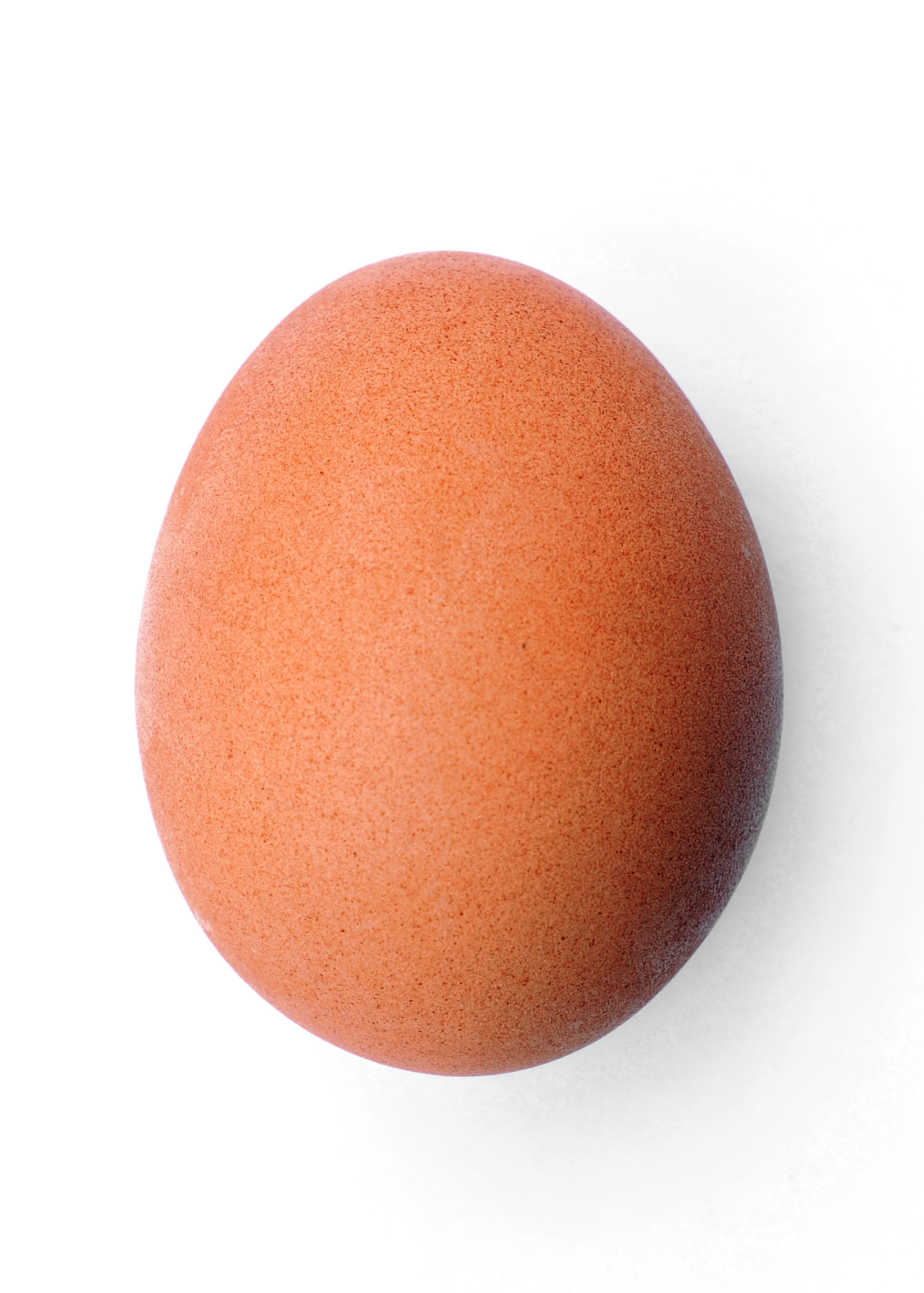
鶏卵は自然にある卵形体 (ovoid) である

射影平面の理論におけるオーヴァル（卵形線）は、位数 n の射影平面に於いてどの三点も同一直線上に（共線で）ない n + 1 点集合を言う。
有限射影幾何学 PG(3, q) におけるオーヴォイド（ovoid; 卵形体、卵円形）はどの三点も共線でない q2 + 1 点集合を言う。オーヴォイド上の各点において、その点でオーヴォイドに接するすべての接線がただ一つの平面上に載っている。